# Sognando Beckham
Sognando Beckham (Bend It Like Beckham) è un film del 2002 diretto da Gurinder Chadha e interpretato da Parminder Nagra e Keira Knightley.
È stato il primo film occidentale ad essere trasmesso dalla televisione nordcoreana.

## Trama
Jess è una ragazza indiana che vive con la famiglia nella graziosa e tranquilla periferia di Londra. I genitori sono fortemente legati alla loro cultura e religione e vorrebbero che la figlia seguisse le loro orme. Pur rispettando i valori familiari, Jess nutre da sempre una grande passione per il calcio, tanto da sognare di diventare una campionessa al pari del suo idolo, David Beckham.
Un giorno al parco Jess conosce Jules, una calciatrice sua coetanea che la invita a unirsi alla squadra locale. Il talento di Jess emerge immediatamente, tanto da suscitare l'interesse, non solo sportivo, del giovane allenatore irlandese Joe. I genitori di Jess, però, non considerano il calcio uno sport adatto alle donne e si oppongono alla sua partecipazione, volendo che la ragazza si dedichi allo studio e ad attività più dignitose. Con il sostegno dell'amica Jules e della sorella Pinky, Jess decide di continuare a giocare, nascondendo ai suoi la verità. Con la squadra di calcio le ragazze vanno in trasferta ad Amburgo, dove tra Jess e Joe l'attrazione si fa sempre più grande, portandoli quasi fino a un bacio. Jules li scopre e reagisce con rabbia e delusione a quello che considera un tradimento: infatti, anch'ella è da sempre innamorata dell'allenatore e aveva confessato soltanto a Jess i suoi sentimenti, in quanto l'intimità tra allenatore e giocatrice è contraria all'etica sportiva. Jules chiude quindi i rapporti con l'amica.
Nel frattempo Pinky fissa la data delle sue nozze proprio il giorno della finale di campionato e a Jess si impone l'obbligo di partecipare al matrimonio, perdendo così anche l'occasione di essere vista giocare da un importante dirigente sportivo.
Jess partecipa al matrimonio di Pinky malcelando la sua tristezza, tanto che il padre acconsente a farla andare a giocare alla finale già in corso, con la promessa di tornare alla festa subito dopo e di godersela. Jess si reca di corsa allo stadio riuscendo a gareggiare nel secondo tempo della partita e ritrovando nel gioco l'intesa perduta con Jules; il risultato è stravolto in favore della loro squadra. La vittoria finale porta un ulteriore successo: a Jess e Jules viene assegnata una borsa di studio sportiva per l'università americana di Santa Clara. Tornata a casa, alla fine della festa di nozze, Jess rivela il suo progetto all'intera famiglia riunita. Grazie al sostegno del padre, anche la madre acconsente.
Le ragazze, accompagnate dalle loro famiglie, sono ormai in partenza all'aeroporto: Joe va a salutare Jess, quando all'improvviso l'attenzione generale è catalizzata dalla vista di David Beckham, che passa attorniato da fotografi e giornalisti. In quel momento, Jess sacrifica la possibilità di vedere il suo idolo per scambiarsi un romantico bacio con Joe senza che i suoi genitori li vedano. I due si promettono di ritrovarsi in futuro, uniti dalla stessa passione.

## Incassi
Il film ha incassato 75 milioni di dollari.

## Riconoscimenti
- 2004 - Golden Globe
  - Candidatura al miglior film commedia o musicale